# イノック・J・レクター
イノック・J・レクター（Enoch J. Rector、1863年10月9日 - 1957年1月26日）は、アメリカ合衆国のボクシング映画のプロモーター、初期の映画技術者。彼は1890年代半ばに、ウッドヴィル・レイサムのキネトスコープ・エキシビジョン・カンパニー（Kinetoscope Exhibition Company、後の the Lambda Company）に加わり、レイサムや、その息子たちであるオトウェイ (Otway) とグレイ (Grey)、さらに同僚の映画技術者であったウィリアム・ケネディ・ローリー・ディクソンやウジェーヌ・ローストらとともに働いた。
映画史家のテリー・ラムゼイは、後に、レイサムと一緒に組んでいた時期のレクターこそが、近代的な映画カメラや映写機の鍵となる技術である「レイサム・ループ (Latham loop)」の発明者であると主張した。しかし、1927年の時点で、ディクソンは、この重要な発明をしたのはローストだと述べていた。この技術を用いてレクターは、90分のドキュメンタリー映画『 The Corbett-Fitzsimmons Fight』（1897年）を制作し、初期のワイドスクリーンの試みとして 63mm フィルムに、アスペクト比 1.75:1 で撮映をおこなった。

## 経歴
レクターは1863年にウェストバージニア州パーカーズバーグ近郊で生まれた。長じて、ウェストバージニア大学に学んだ。彼は、ガラスを使った家具のデザイナーだったジェシー・フレモント・リーチ（Jesse Fremont Leach、1871年 - 1956年）と結婚した。彼女の名前は、母親の寄宿学校時代の友人で、後にチャールズ・フレモント (Charles Fremont) と結婚したジェシー・ベントン (Jessie Benton) に因んだものであった。ジェシーの姉アン・ラッセル・リーチ（Anna Russell Leach、1860年 - 1952年）は、『ニューヨーク・タイムズ』紙の寄稿者であった。レクターの娘アン・エリザベス・レクター（1899年 - 1970年）は、エドムンド・ダフィと結婚した。